# ویلیام بیکر (بازیکن فوتبال)
ویلیام بیکر (انگلیسی: William Baker؛ 1882 – ۲۲ اکتبر ۱۹۱۶ (۳۳ سال)) بازیکن فوتبال اهل پادشاهی متحد بریتانیای کبیر و ایرلند بود.
از باشگاه‌هایی که در آن بازی کرده‌است می‌توان به باشگاه فوتبال پلیموث آرگیل اشاره کرد.